# José Hierro del Real
José Hierro del Real (Madrid, 3 d'abril de 1922 - 21 de desembre 2002) fou un poeta espanyol.

## Biografia
Nascut el 3 d'abril de 1922 a Madrid encara que la major part de la seva vida la va passar a Cantàbria, ja que la seva família es va traslladar a Santander quan José comptava amb tot just dos anys. Allà va cursar la carrera de pèrit industrial, però es va veure obligat a interrompre-la el 1936, al començament de la Guerra Civil espanyola.
En finalitzar la guerra va ser detingut i empresonat per pertànyer a una "organització d'ajuda als presos polítics", un dels quals era el seu propi pare. Va passar cinc anys a la presó i va ser alliberat el gener de 1944 a Alcalà d'Henares, marxant a viure a València fins al 1946. Després de treballar en diversos oficis, el 1948 va fer la seva primera crítica pictòrica -sobre l'obra de Modesto Ciruelos (titulada" Ciruelos" i publicada en el Diari Alerta de Santander)-, tasca que va continuar exercint en diferents mitjans de comunicació, especialment a Ràdio Nacional d'Espanya, el Diari Arriba de Madrid, Diari Alerta de Santander i la Revista Proel de Santander.
El 1949 fundà la revesta Proel i fins al 1952 dirigeix les publicacions Cámara de Comercio i Cámara Sindical Agrária, per a instal·lar-se definitivament a Madrid, on va reiniciar la seva carrera d'escriptor. Després de treballar al CSIC i a l'Editorial Nacional, va col·laborar en les revistes poètiques Corcel, Espadaña, Garcilaso. Juventud creadora, Poesía de España i Poesía Española, entre d'altres. Va participar en els Congressos de Poesia de Segòvia entre el 17 al 24 de juny de 1952 i a Salamanca entre el 5 de juliol de 1953.
Fou escollit membre de la Reial Acadèmia Espanyola l'abril de 1999, però no va arribar a llegir el discurs d'ingrés perquè poc després, el 2000, va sofrir un infart de miocardi que se li va complicar amb un enfisema per tabaquisme, de la qual cosa va morir el 21 de desembre de 2002.
Fou guardonat amb el Premi Adonais el 1947; el Premi de la Crítica de Poesia castellana el 1958 i 1965; el Premi Fundació Juan March el 1959; el Premi Príncep d'Astúries de les Lletres el 1981 en la seva primera convocatòria; el Premi Nacional de les Lletres Espanyoles el 1990; el Premi Reina Sofia de Poesia Iberoamericana el 1995; el Premi Europeu de Literatura Aristerión el 1999; el Premi Nacional de poesia de les Lletres Espanyoles el 1999; i el Premi Cervantes el 1998.

## Anàlisi de la seva obra
Els seus primers versos foren publicats al front republicà durant la Guerra Civil espanyola. Acabada la contesa, pateix quatre anys de presó, i aquesta experiència el marca indeleblement. Per aquest motiu, al reaparèixer en el panorama líric dels anys quaranta, amb dos llibres gairebé simultanis, ho fa amb un amarg rerefons autobiogràfic que dota la seva poesia d'una maduresa poc freqüent en joves poetes. Amb la seva obra Tierra sin nosotros (1947), ens proporciona les desolades claus on arrela, no ja només aquest llibre, sinó bona part de la producció sorgida de la guerra: la pàtria un dia habitable apareix en ruïnes.
Amb Quinta del 42 (1953) comença l'exploració de la via solidària, mai aliena a Hierro, però, fins ara, sostinguda en penombra; no és, no obstant això, la seva una poesia social a l'ús, i aquesta diferència desencadena, amb anticipació d'anys, els mecanismes superadors d'un realisme que en aquells dies emmordassava a la poesia espanyola. Antirrealista és, però, Cuanto sé de mí (1957), llibre que accentua la preocupació verbal, reivindica àmbits imaginatius i s'allunya de la història i del temps per a accedir a la «sonora cova de l'enigma».
La seva poesia és poderosament evocativa i aprofundeix en una intimitat erosionada per un temps implacable, en la qual es percep la influència de Gerardo Diego.

## Obra
- Alegría, Madrid, Col. Adonais, 1947 (Premi Adonais 1947).
- Tierra sin nosotros, Santander, Proel, 1947.
- Con las piedras, con el viento, Santander, Proel, 1950.
- Quinta del 42, Madrid, Editora Nacional, 1952.
- Antología, Santander, 1953 (Premi Nacional de Poesia).
- Estatuas yacentes, Santander, Beltrán de Heredia, 1955.
- Cuanto sé de mí, Madrid, Ágora, 1957 (Premi de la Crítica).
- Poesías completas. 1944-1962, Madrid, Giner, 1962.
- Libro de las alucinaciones, Madrid, Editora Nacional, 1964 (Premi de la Crítica).
- Problemas del análisis del lenguaje moral (1970).
- Cuanto sé de mí, Barcelona, Seix Barral, 1974 (Poesies completes, incloent-hi inèdits).
- Quince días de vacaciones (1984), prosa
- Reflexiones sobre mi posía (1984), assaig
- Cabotaje (1989), compilació de la seva obra poètica
- Agenda, Madrid, Prensa de la ciudad, 1991.
- Prehistoria literaria, Santander, Artes Gráficas Gonzalo Bedia, 1991.
- Emblemas neurorradiológicos (1995)
- Sonetos, Ayuntamiento de Santa María de Cayón, Cantàbria, 1995.
- Cuaderno de Nueva York, Madrid, Hiperión, 1998 (Premi Nacional de poesia 1999, Premi Aristeion, 1999).